# Anna Bergendahl

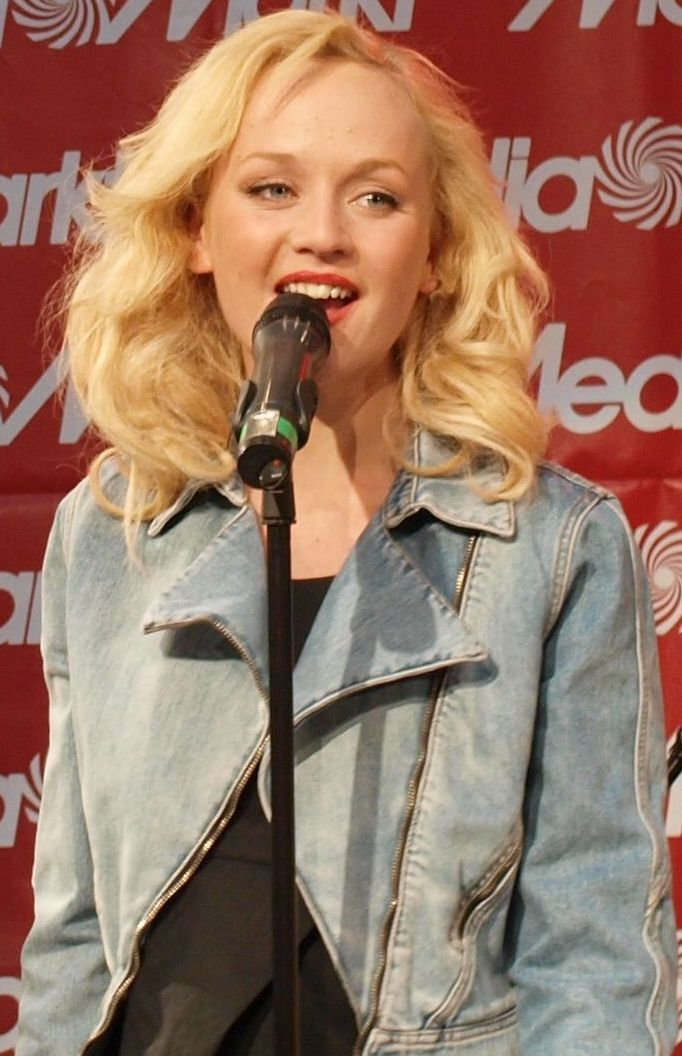
Anna Bergendahl

Anna Bergendahl (născută Anna Henrietta Bergendahl n. 11 decembrie 1991, Hägerstens församling⁠(d), comitatul Stockholm, Suedia) este o cântăreață suedeză. A reprezentat Suedia la ediția din 2010 a concursului Eurovision, cu piesa „This Is My Life”.